# الی واهی
الی واهی (انگلیسی: Elye Wahi؛ زادهٔ ۲ ژانویهٔ ۲۰۰۳) بازیکن فوتبال اهل فرانسه است.
وی همچنین در تیم‌های ملی فوتبال France national under-16 football team، زیر ۱۷ سال فرانسه، و زیر ۱۹ سال فرانسه بازی کرده‌است.